# 外贝加尔地区彼得罗夫斯克
外贝加尔地区彼得罗夫斯克（羅馬化：Petrovsk-Zabaykal'skiy，發音：[pʲɪˈtrofsk zəbɐjˈkalʲskʲɪj]）是俄罗斯外贝加尔边疆区外贝加尔地区彼得罗夫斯克区的城市及该区的行政中心。该市位于首府赤塔西南413公里处，2010年时人口为18,549人。西伯利亚大铁路途径该地。